# Поділля (Кирнасівка)
Футбольний клуб «Поділля» — український футбольний клуб з смт Кирнасівки Тульчинського району Вінницької області, заснований у 1987 році. У 2005—2015 роках представляв місто Тульчин.

## Історія назв
- «Поділля» (Кирнасівка) (1987—2002)
- «Поділля-МЛ» (Кирнасівка) (2002—2004)
- «Поділля-Ліс» (Кирнасівка) (2004—2005)
- «Лісовик-Поділля» (Тульчин) (2005—2007)
- «Тульчин» (Тульчин) (2007—2014)
- «Поділля» (Тульчин) (2014—2015)
- «Поділля» (Кирнасівка) (2015—н. ч.)

## Досягнення

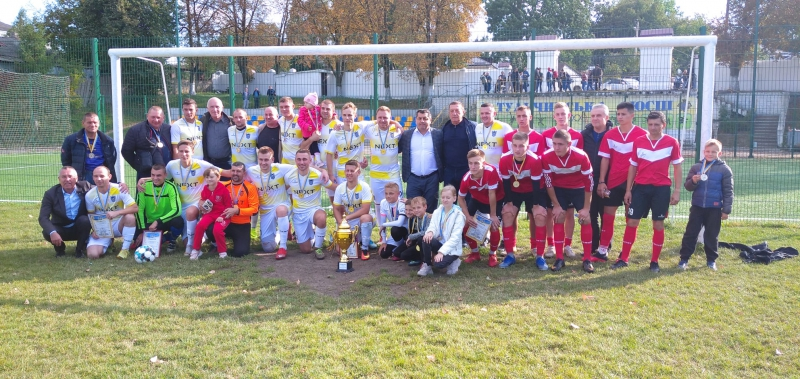
Гравці «Поділля» (праворуч, у червоному) на фіналі Суперкубка Тульчинського району 2021

- Чемпіон Вінницької області (13): 1990, 1991, 1992 (весна), 1993/94, 1994/95, 1998/99, 1999/00, 2000/01, 2002/03, 2003/04, 2004/05, 2005/06, 2023/24
- Срібний призер Вінницької області (3): 1989, 1992/93, 2000/01
- Бронзовий призер Вінницької області (3): 2001/02, 2008/09, 2024/25
- Володар Кубка Вінницької області (11): 1989, 1992, 1993/94, 1997/98, 1998/99, 1999/00, 2000/01, 2001/02, 2003/04, 2004/05, 2008/09

- Фіналіст Кубка Вінницької області (2): 1994/95, 2014/15

## Всі сезони у незалежній Україні
| Сезон   | Чемпіонат | Чемпіонат | Чемпіонат | Чемпіонат | Чемпіонат | Чемпіонат | Чемпіонат | Чемпіонат | Кубок       | Кубок | Кубок | Кубок | Кубок | Кубок | Кубок | Примітка |
| Сезон   | Ліга      | Місце     | І         | В         | Н         | П         | М         | О         | Етап        | І     | В     | Н     | П     | М     | О     | Примітка |
| ------- | --------- | --------- | --------- | --------- | --------- | --------- | --------- | --------- | ----------- | ----- | ----- | ----- | ----- | ----- | ----- | -------- |
| 1992/93 | —         | —         | —         | —         | —         | —         | —         | —         | 1/64 фіналу | 1     | 0     | 0     | 1     | 1−3   | 0     |          |
| Всього  | —         | —         | —         | —         | —         | —         | —         | —         | >1 сезон    | 1     | 0     | 0     | 1     | 1−3   | 0     |          |

## Президенти клубу
- Шульц Володимир Миколайович (1987—1995)
- Подолян Анатолій Васильович (1996—1997)
- Брус Віктор Михайлович (1997—2002)
- Мошняцький Василь Степанович (2002—2012)
- Таратунський Василь Васильович (2012—2021)

Спортивний директор клубу
- Брус Віктор Михайлович (2002—2015)

## Тренери
- Брус Анатолій Арсентійович (1987—1989)
- Яцишен Василь Іванович (1989)
- Кушнір Георгій Мартинович (1990—1991)
- Дзюба Володимир Володимирович (1991—1995)
- Маринович Володимир Михайлович (1995)
- Павлюк Олексій Леонідович (1996—2009)
- Брус Віктор Михайлович (2012—2014)
- Павлюк Олексій Леонідович (2014—2015)
- Коваль Максим Васильович (2015—2017)
- Лисоволик Ігор Миколайович (2017—н. ч.)